# Jan Bratkowski
Jan Bratkowski (né le 25 juillet 1975 à Würzburg) est un coureur cycliste allemand. Professionnel entre 1997 et 2005, il a remporté le Grand Prix Pino Cerami en 2000, le Raiffeisen Grand Prix et le Poreč Trophy en 2001.

## Palmarès
- 1992
  - 3e du championnat d'Allemagne sur route juniors
- 1999
  - 2e étape du Grand Prix Kranj
  - 2e du Tour de Bohême
  - 2e du Raiffeisen Grand Prix
  - 2e du Grand Prix Kranj
- 2000
  - Grand Prix Pino Cerami
  - 12e étape du Tour de Langkawi
  - 2e de la Route Adélie de Vitré
- 2001
  - Raiffeisen Grand Prix
  - Poreč Trophy 4
  - 2e du Poreč Trophy 3
- 2002
  - 3e du Trophée de l'Etna
- 2005
  - 2e du Grand Prix de Buchholz